# پاتریس بومل
پاتریس بومل (فرانسوی: Patrice Beaumelle‎؛ زادهٔ ۲۴ آوریل ۱۹۷۸) بازیکن سابق و مربی فوتبال اهل فرانسه است   